# Cristatellidae
Cristatellidae is een familie van mosdiertjes uit de orde Plumatellida  en de klasse Phylactolaemata.

## Geslacht
- Cristatella Cuvier, 1798